# Walter Ludewig (Ingenieur)
Walter Ludewig (* 17. Februar 1907 in Hannover; † 29. April 1988 in Heidelberg) war ein deutscher Maschinenbauingenieur und Manager. Er war Vorstandsmitglied der BASF und Vorsitzender des Vereins Deutscher Ingenieure (VDI).

## Leben
Nach dem Abitur am Karl-Friedrich-Gymnasium Mannheim studierte Walter Ludewig Maschinenbau mit der Fachrichtung Chemie-Ingenieurwesen an der Technischen Hochschule (TH) Karlsruhe. Im Jahr 1931 promovierte er bei Carl Bunte mit einer Arbeit über Kohlevergasung zum Doktoringenieur (Dr.-Ing.). Während seiner dreijährigen Assistenzzeit an der TH Karlsruhe fertigte er 15 Veröffentlichungen an.
Im Jahr 1934 begann Walter Ludewig seine Industrietätigkeit bei der I.G. Farben in Ludwigshafen. Fünf Jahre später war er als „Abteilungsingenieur“ für alle Farbenfabriken im Ludwigshafener Werk verantwortlich. Im Jahr 1945 wurde er stellvertretender Leiter des gesamten Ingenieurwesens, zwei Jahre später Prokurist und im Jahr 1951 Direktor. Mit der Wiedergründung der Badischen Anilin- & Soda-Fabrik am 30. Januar 1952 wurde er deren Vorstandsmitglied. In dieser Position war er für die gesamte Technik und Logistik des Unternehmens verantwortlich. Er gehörte auch den Aufsichtsräten der Aktiengesellschaften Klein, Schanzlin & Becker, Mannesmann Röhrenwerke und Züblin an.
Walter Ludewig war Mitglied des Vereins Deutscher Ingenieure (VDI) mit der Mitgliedsnummer 540983. In den Jahren 1970 bis 1975 war er Vorstandsmitglied des VDI, davon in den Jahren 1971 bis 1974 als Vorsitzender. In Ludewigs Amtszeit als Vorsitzender fiel die Zusammenfassung der fünf berufspolitischen Hauptgruppen des VDI in die neue Hauptgruppe „Der Ingenieur in Beruf und Gesellschaft“ sowie die Neustrukturierung der technisch-wissenschaftlichen Fachgruppen des VDI. Als Vorsitzender der Verfahrenstechnischen Gesellschaft (VTG) im VDI von 1964 bis 1971 trat er die Nachfolge von Kurt Rieß an, ebenso als Vorsitzender der Forschungsgesellschaft Verfahrenstechnik. Ludewig war auch Vorstandsmitglied der DECHEMA, der Vereinigung der Großkesselbetreiber und der Vereinigung der Technischen Überwachungsvereine. Darüber hinaus war er Vorsitzender der Technischen Sachverständigenkommission der Berufsgenossenschaft der Chemischen Industrie und des Technischen Ausschusses des Verbandes der Chemischen Industrie.

## Auszeichnungen
- 1959: Ehrendoktor der Technischen Hochschule Darmstadt[3]
- 1963: Ehrensenator der Technischen Hochschule Karlsruhe[3]
- 1968: Ehrenmitgliedschaft der Institution of Chemical Engineers[5]
- 1969: Honorarprofessor der Universität Stuttgart[3]
- 1973: DECHEMA-Medaille[9]
- 1977: Ehrenmitgliedschaft des Vereins Deutscher Ingenieure[5]